# Karel Dobrý

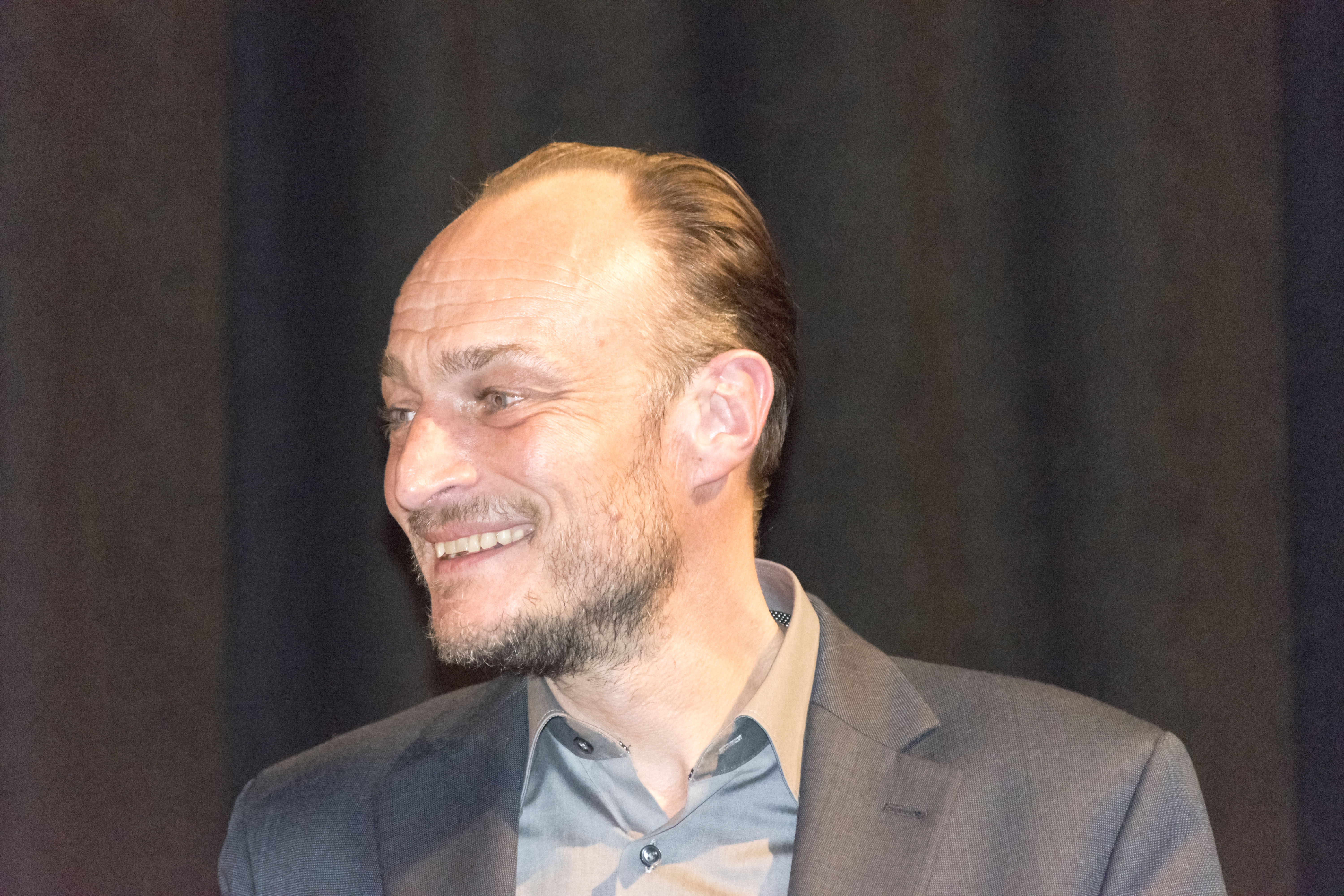
Karel Dobrý (2018)

Karel Dobry (* 2. Mai 1969 in Karlovy Vary) ist ein tschechischer Theater-, Film- und Fernsehschauspieler sowie Synchronsprecher, der auch für ausländische Produktionen arbeitet.

## Leben und Wirken
Dobrý wurde in der Tschechoslowakei geboren. Als er sechs Monate alt war, trennten sich seine Eltern. Um ihn nicht alleine aufzuziehen, gab seine Mutter ihn nach einiger Zeit in die Obhut ihrer Eltern. Sein Vater, ein Student der Radiologie, zeigte nie Interesse an ihm. 
Nach dem Schulbesuch studierte er zunächst ein Semester an der Wirtschaftsuniversität in Prag. Dann ging er an die Theaterfakultät der Akademie der Musischen Künste in Prag (DAMU), wo er sein Studium nicht beendete. Er bekam zunächst 1991 eine Anstellung beim Theaterverein Kašpar und arbeitete dann von 1993 bis 2002 am Divadlo Na zábradlí (Deutsch: Theater am Geländer). Danach trat er als Gast auf verschiedenen Bühnen in Tschechien auf. Nach einem einjährigen Gastspiel wurde er Anfang 2014 Mitglied der Schauspielgruppe des Prager Nationaltheaters im Bereich Drama.
2000 trat er in der US-amerikanischen Science-Fiction-Miniserie Dune – Der Wüstenplanet auf, sowie 2003 in der Fortsetzung Dune – Die Kinder des Wüstenplaneten, allerdings in einer anderen Rolle. Daneben wirkte er u. a. in einer Nebenrolle in der deutsch-österreichischen Fernsehserie Borgia mit. Der internationale Durchbruch gelang ihm durch die Rolle des Bösewichts Matthias im Kinofilm Mission: Impossible mit Tom Cruise.
Für seine Doppelrolle in der Produktion The Church wurde er für den Alfréd-Radok-Preis für die beste männliche Schauspielleistung 2012 nominiert. Für die Hauptrolle des Andrej Danilović in der Produktion Den opričníka erhielt er den Alfréd-Radok-Preis für die beste männliche Schauspielleistung des Jahres 2013, den Divadelní-noviny-Preis für die schauspielerische Leistung der Spielzeit 2012/13 genreunabhängig und wurde außerdem für den Thalia-Preis für herausragende Bühnenleistung im Schauspiel nominiert.
2018 erhielt er den Böhmischen Löwen als Bester Hauptdarsteller. Die Preisverleihung fand am 23. März 2019 statt.
Er arbeitet gelegentlich auch als Synchronisationssprecher und tritt in Werbespots auf.

## Filmografie
- 1996: Mission: Impossible
- 2003: Children of Dune (Fernsehserie)
- 2011–2014: Borgia (Fernsehserie, 19 Folgen)
- 2016: Strasidla
- 2017: Die Freibadclique
- 2023: Carnival Row (Fernsehserie, 6 Folgen)
- 2023: Restore Point
- 2023: Bratři
- 2024: The Crow